# Кековское
Кековское (Теновское) — озеро в России, располагается на территории Вологодского района Вологодской области.
Площадь водной поверхности озера равняется 0,6 км². Уровень уреза воды находится на высоте 108,9 м над уровнем моря.
Код объекта в государственном водном реестре — 03020100311103000003646.